# 格辛·簡金斯
格辛·簡金斯（英語：Gethin Jenkins；1980年11月17日—）是一位威爾斯橄欖球運動員。他是威爾斯國家橄欖球隊的一員，代表威爾斯參加了2015年世界盃橄欖球賽。